# Таинственные люди
«Таинственные люди» (англ. Mystery Men) — американская чёрная комедия 1999 года, пародирующая фильмы о супергероях. Основана на комиксах издательства Dark Horse.

## Сюжет
Фильм начинается с нападения банды ряженых преступников на дом престарелых. Противостоять бандитам пытается троица супергероев-самоучек — Мистер Яростный, Голубой Раджа и Землекоп — но все они вскоре терпят неудачу. Ситуацию спасает Капитан Изумительный — в прошлом гроза преступного мира, ныне занимающийся незначительными криминальными делами (так как все крупные мафиози давно им ликвидированы) и рекламированием товаров массового потребления. Яростный, Раджа и Землекоп остаются крайне недовольными тем, что Изумительному, пусть и заслуженно, достаются все лавры, а им — всего лишь визитка некоего доктора Хеллера — и возвращаются к своим повседневным делам.
Изумительный, тем временем, испытывает недовольство касательно отсутствия достойных противников, посему использует своё альтер эго, миллионера Лэнса Ханта, чтобы выпустить из психиатрической лечебницы одного из опаснейших преступников — Казанову Франкенштейна. Выйдя на свободу, тот заручается поддержкой своего бывшего подручного Тони Пи, ныне выступающего в ночных клубах в качестве ди-джея, а вскоре и берёт в заложники потерявшего хватку Изумительного. Свидетелем этого становится Яростный, следивший за Франкенштейном с момента его выхода из лечебницы, и тут же загорается идеей спасти народного супергероя, о чём сообщает Радже и Землекопу.
Попытка проникнуть в поместье Франкенштейна терпит фиаско: бандиты Тони Пи избивают троицу ещё на входе, после чего те решают привлечь в свои ряды новобранцев. Вместе с присоединившимися к ним Невидимкой и Сплином ребята проводят отбор среди местных чудиков, но так и не находят достойных рекрутов; в конце концов, членом команды становится Боулер — девушка с летающим шаром для боулинга, внутри которого находится череп погибшего отца девушки, также супергероя. Новоиспечённая команда нападает на автомобиль Франкенштейна и наносит автомобилю незначительный урон, после чего убегает и празднует стычку как победу. На их след выходит Тони Пи, вознамерившийся отомстить за унижение, но от смерти ребят спасает Сфинкс — легендарный супергерой, давно ушедший в подполье. Сфинкс тренирует команду перед боем и провоцирует недолговременный уход из команды Яростного, которого раздражают эксцентричные методы обучения, практикуемые Сфинксом. Также к команде присоединяется Хеллер, снабдивший их несмертельным, но эффективным оружием.
Проникнув в поместье Франкенштейна, герои находят Изумительного, но случайно убивают его, применив в процессе освобождения психофракулятор — смертельный луч, искажающий реальность. Ребята впадают в отчаяние, осознав, что Франкенштейн планирует облучить психофракулятором весь город и что без Изумительного никто не сможет дать ему достойный отпор, но Землекоп призывает их спасти город своими силами. Попрощавшись с близкими людьми, герои успешно прорываются в поместье Франкенштейна в разгар праздника, на котором присутствует множество друзей-мафиози последнего. Нейтрализовав большинство противников и убив Тони Пи, герои, тем не менее, не успевают добраться до самого Франкенштейна: угрожая смертью официантке Монике, в которую влюблён Яростный, преступник активирует психофракулятор. Разозлившись, Яростный вступает в бой с Франкенштейном и побеждает того, скинув в эпицентр искажения; сам же психофракулятор уничтожает Боулер, использовав свой шар для боулинга. После этого поместье взрывается, но герои и Моника выживают, своевременно прильнув к полу.
После взрыва на место событий выезжает съёмочная группа. Репортёр высказывает ребятам благодарность и спрашивает, как следует называть их команду, из-за чего все семеро тут же начинают спорить. Подводя итоги, репортёр говорит, что город будет обязан своим спасением «этим таинственным людям», но в пылу спора те не слышат её слов.

## Актёры и персонажи
- Бен Стиллер — Мистер Яростный. Несмотря на псевдоним, довольно сдержан в эмоциях и довольно скептически ко всему относится, в отличие от своих друзей. Утверждает, что ярость даёт ему силы, но в действительности эта способность используется им лишь в конце фильма, когда эмоции Яростного действительно получают выход.
- Хэнк Азария — Голубой Раджа, мастер метания столовых приборов (за исключением ножей, ибо не хочет ненароком кого-либо убить). Одевается как стереотипный индус, однако в его одежде отсутствуют какие-либо голубые элементы, о чём не устаёт напоминать Яростный. Инфантилен и, несмотря на зрелый возраст, до сих пор живёт с матерью.
- Уильям Х. Мэйси — Землекоп, негласный лидер команды. Использует лопату в качестве оружия, в качестве костюма — каску и комбинезон. Добродушный человек средних лет, отец многодетного семейства, регулярно получающий неодобрение касательно своего увлечения со стороны жены-афроамериканки.
- Кел Митчелл — Невидимка. Молодой оптимистичный афроамериканец, утверждающий, что способен становиться невидимым, когда никто (в том числе и он сам) на него не смотрит; в финале фильма способность оказывается реальной — её Невидимка использует для отключения смертельного луча на входной двери в бункер Франкенштейна.
- Пол Рубенс — Сплин. Глуповатый парень с покрытым прыщами лицом, давний знакомый троицы героев. Сверхспособностью Сплина является мощнейший метеоризм, способный лишать чувств людей в радиусе семи метров.
- Джанин Гарофало — Боулер, обладательница способного к левитации шара для боулинга. Внутри шара находится череп отца Боулер, ранее носившего этот псевдоним и убитого Тони Пи много лет назад, с которым Боулер постоянно разговаривает.
- Уэс Стьюди — Сфинкс. Старый супергерой, ставший живой легендой ввиду своего редкого появления на публике. Обладает суперсилами — ужасной таинственностью и способностью обезоруживать противника. Помогает героям развить их способности.
- Джеффри Раш — Казанова Франкенштейн, опасный преступник-психопат, главный антагонист фильма. Суперсила — стальной ноготь на мизинце, которым владеет виртуозно. Выпущен на волю Капитаном Изумительным, дабы было с кем сражаться на публику, но, вопреки планам Изумительного, всерьёз решает уничтожить город при помощи своего нового изобретения.
- Грег Киннир — Капитан Изумительный, «настоящий» супергерой. Тщеславен, что и становится причиной его пленения Франкенштейном. Погибает от руки Голубого Раджи, который случайно активировал психофракулятор, предназначавшийся для публичной казни Изумительного.
- Эдди Иззард — Тони Пи, «правая рука» Франкенштейна.
- Том Уэйтс — доктор Хеллер, «сумасшедший» учёный-оружейник. Восхищается целеустремлённостью главных героев и снабжает их оружием, которое, в силу его убеждений, нелетально.
- Лена Олин — Анабель Лик, психиатр Франкенштейна. Влюблена в своего пациента, посему помогла тому получить разрешение на выход из лечебницы, намеренно исказив врачебное заключение.
- Клэр Форлани — Моника, официантка в кафе, где регулярно собираются главные герои; объект ухаживаний Яростного.

## Сборы
Фильм провалился в прокате, собрав всего 33 миллиона долларов при бюджете в 68.